# Simandaolo
Simandaolo is een bestuurslaag in het regentschap Nias Selatan van de provincie Noord-Sumatra, Indonesië. Simandaolo telt 950 inwoners (volkstelling 2010).